# Bach an der Donau
Bach an der Donau település Németországban, azon belül Bajorországban. Lakosainak száma 1809 fő (2023. december 31.).

## Népesség
A település népessége az elmúlt években az alábbi módon változott:
| Lakosok száma | 508  | 897  | 1092 | 1545 | 1833 | 1786 | 1787 | 1802 | 1843 | 1809 |
|               | 1875 | 1950 | 1975 | 1987 | 2012 | 2014 | 2016 | 2017 | 2021 | 2023 |